# Gerardo Harguindey
Gerardo Harguindey Banet (Lugo, 29 de mayo de 1937 - Madrid, 25 de septiembre de 1998) fue un político español, senador en dos ocasiones y diputado en la Asamblea de Madrid.

## Biografía
Estudió el bachillerato en el Colegio Marista de Lugo y se licenció en Derecho en 1964 por la Universidad de Santiago de Compostela. Accedió a la función pública dentro del Cuerpo General de la Administración, llegando a ocupar distintos puestos de responsabilidad (subsecretario del Ministerio de Trabajo,  vicesecretario general del Instituto Social de la Marina, etc). También fue asesor de la delegación gubernamental española ante la Conferencia Internacional de la Organización Internacional del Trabajo (OIT) en Ginebra (1970 y 1976).
En el ámbito político, durante la Transición se incorporó a la Unión del Centro Democrático (UCD), formación con la que fue elegido senador por la circunscripción de Lugo en las primeras elecciones democráticas que tuvieron lugar en 1977 después del fin de la dictadura franquista, y donde fue miembro de la Comisión Constitucional. Con la desaparición de la UCD después de la severa derrota en las elecciones de 1982, se incorporó al Centro Democrático y Social (CDS), formación creada por el expresidente Adolfo Suárez, y con la que resultó elegido diputado en la Asamblea de Madrid en las elecciones autonómicas de 1987. Un año más tarde sustituyó a Carlos Revilla Rodríguez como presidente del CDS en la Comunidad de Madrid y en las elecciones generales de 1989, obtuvo de nuevo el escaño como senador, en esta ocasión designado por la Asamblea de Madrid.